# 회사를 관두는 최고의 순간
《회사를 관두는 최고의 순간》는 2017년 12월 9일에 공개된 웨이브 오리지널 드라마다.

## 기획 의도
“사장님, 저 이제 회사 못 다닐 것 같아요” 스물여섯 청춘들의 좌충우돌 회사 생활기. 오늘도 직장에서 영혼 탈탈 털린 청춘들에게 바치는 핵공감 옴니버스 드라마

## 제작진

### 제작사
- 파노라마엔터테인먼트

### 극본
- 정정화: SBS 월화드라마 《우리는 오늘부터》 연출 및 집필 외 다수

## 등장 인물
- 고원희 : 연지 역 - 초보 디자이너. 정규직이 너무나 되고 싶은 26살 사회 초년생. "왜 하기 싫은 일을 하며 돈을 벌고 싫어하는 사람들과 함께하며 웃어야 하는 걸까".
- 이청아: 선희 역 - 연지의 직장 상사. 까칠한 성격 뒤에 외로움을 간직한 대리. "원래 사회생활이라는 게 혼나면서 배우는 거고 다 그런 거지 우쭈쭈를 회사에서 바라니".
- 재이: 남희 역 - 웹툰 작가 지망생. 낙천적이고 유쾌한 연지의 룸메이트. "너넨 사표라도 낼 수 있지. 회사 다니면서 월급 따박따박 나오는 게 얼마나 좋은 건 줄 알아?".
- 정연주: 혜영 역 - 프로 제빵기사. 자신의 빵집을 차리는 게 꿈. "너 그렇게 그냥 가만히 있으면 주변에서 더 부려먹고 막 대한다".
- 김지은: 현 역 - 기간제교사. 네 명의 친구들 중 유일한 고학력자. "난 그보다 더한 말 듣고도 일하거든? 누군 안 힘든 줄 알아?".

- 고경표: 민우 역 - 연지의 전 남친. 대기업 신입사원이지만 사표를 내고 워킹홀리데이를 떠난다.
- 윤종훈: 대운 역 - 현이의 직장 동료. 현이에게 들이대는 부잣집 도련님. "우리 엔조이 할래요?".

## 에피소드
| 회차 | 줄거리 | 링크 |
| ---- | --- | ---- |
| 1    | 서툴 수밖에 없지! 우리는 처음 사는 거니까 연지는 백수 생활이 길어질수록 점점 더 불안해져 가는데...!                                                                   |      |
| 2    | 주문 누락으로 업체 클레임을 받은 연지. 설상가상 대리는 연지에게 똑바로 못하냐며 온갖 신경질을 내는데.. 과연 연지는 회사에서 정규직을 할 수 있을까?                    |      |
| 3    | 상사에게 편지를 써보면 어떨까? 회사생활이 괴로운 연지에게 편지 쓰기를 제안하는 친구들... 과연 연지의 해결책은?                                                        |      |
| 4    | 현이는 엔조이 하자며 들이대는 동료교사 대운이 부담스럽기만 하다. 생활비가 부족하다는 엄마 전화에 속상한 현이에게 대운은 드라이브를 시켜주며 위로하는데...             |      |
| 5    | 연지는 대리가 자신의 노력을 알아줬으면 좋겠다며 편지를 쓰려하는데... 과연 연지는 대리에게 편지를 전할 수 있을까                                                       |      |
| 6    | 동료와의 갈등과 사장의 부당한 처우에 퇴사를 결심한 남희는 오랜 꿈이었던 웹툰 작가에 도전한다. 연지는 대리에게 더 열심히 해서 꼭 정규직이 될거라고 힘겹게 말하는데.... |      |
| 7    | 대리님 진짜 최고예요 혜영의 조언을 받아 연지는 대리에게 칭찬을 해 보는데, 그런 연지가 싫지 않은 선희. 점차 나아지는 두사람의 관계?!                                   |      |
| 8    | 나 좋아하는 사람 생겼어 혜영의 힘든 직장생활에서 새롭게 등장한 실습생 민서! 자신의 타박에도 씩씩하게 일하는 민서를 보며 혜영은 흐뭇해 하는데...                       |      |
| 9    | 우리 그날 좋았잖아요 현이에게 적극적으로 다가오는 대운, 현이도 그런 대운이 싫지만은 않는데...                                                                         |      |
| 10   | 욜로가 힙하죠. 웹툰 작가가 되기로 결심한 남희, 우연히 데이트 폭력을 겪은 독서 모임 회원을 보며 데이트 폭력을 주제로 웹툰을 그려보려 하는데..                          |      |
| 11   | 나는 그냥 사막에 서있는 거 같아. 퇴근 후 함께 술을 먹게 된 연지와 선희. 연지는 이제껏 몰랐던 선희의 속사정에 대해 듣게 되는데..                                       |      |
| 12   | 혜영이가 소풍 가재. 친구들은 힘든 연지를 위로하기 위해 다 같이 소풍을 가게 되는데....                                                                                 |      |
| 13   | 같이 갈래? 연지야? 민우는 헤어진 연지를 찾아와 다시 만나고 싶다 하며 같이 워킹 홀리데이를 가자고 하는데.. 연지는 일을 그만두게 될까?                                  |      |
| 14   | 그럼 헤어지세요 계속되는 대운의 대쉬에 점점 마음을 열게 되는 현이. 결국 대운에게 여자친구와 헤어져달라고 말하는데...                                                  |      |
| 15   | 아픈 걸 언제까지 참아야 하는데? 남희는 자신의 꿈인 웹툰 작가가 되기 위해 열심히 하지만 일은 잘 풀리지 않는데...                                                       |      |
| 16   | 정규직만 되면 정규직이 되기 위해 힘들어도 열심히 꾹 참고 일하는 연지. 하지만 연지의 상황은 점점 더 나빠지기만 하는데...                                               |      |
| 17   | 내일의 행복을 위해 오늘을 희생하지 말자 혜영은 해맑게 자신을 따르는 민서에게 점점 더 마음이 가고, 마침내 용기 내어 고백하고자 하는데...                               |      |
| 18   | 나 정규직 됐어. 마침내 정규직이 된 연지, 정규직만 되면 뭐든 해낼 줄 알았지만, 연지는 알 수 없는 회의감이 자꾸 드는데...                                               |      |
| 19   | 나한테 왜 잘해줬어요? 희훈은 남희와의 계속되는 만남에 남희의 손을 잡아 보는데, 남희는 그런 희훈이 당황스럽고..                                                        |      |
| 20   | 나답게 사는게 왜 누구한테 미안한 일인걸까 혜영은 결국 민서에게 좋아해서 미안하다는 고백을 하게 되는데...                                                              |      |
| 21   | 내가 너무 힘들다구... 현이는 결국 대운에게 배신받고, 정교사에서도 떨어지게 되는데...                                                                                  |      |
| 22   | 회사는 왜 다니는 걸까요? 연지는 정규직이 됐지만 진짜로 본인이 원하던 일이 아니라는 생각에 결국 사직서를 제출하는데...                                                 |      |
| 23   | 대리님 걸어가세요. 사막에 계속 서있으면 죽어요. 연지는 결국 정진산업을 그만두고, 선희는 그런 연지를 보며 묘한 기분이 드는데...                                        |      |
| 24   | “사장님, 저 이제 회사 못 다닐 것 같아요” 스물여섯 청춘들의 좌충우돌 회사 생활기. 오늘도 직장에서 영혼 탈탈 털린 청춘들에게 바치는 핵공감 옴니버스 드라마              |      |

## 같이 보기
- 대한민국의 텔레비전 드라마 목록 (ㅂ)
- 2017년 대한민국의 텔레비전 드라마 목록
- WAVVE의 오리지널 프로그램 목록